# Detlef Lewe
Detlef Lewe (ur. 20 czerwca 1939, zm. 1 października 2008) – niemiecki kajakarz, kanadyjkarz. Dwukrotny medalista olimpijski.
Brał udział w czterech igrzyskach  olimpijskich (IO 60, IO 64, IO 68, IO 72), na dwóch zdobywał medale. W 1968 zdobył srebro w jedynce na dystansie 1000 metrów, cztery lata później był trzeci w tej konkurencji. Na mistrzostwach świata zdobył cztery medale, w tym trzy złote, był również trzykrotnym medalistą mistrzostw Europy (złoto w C-1 1000 m w 1965 i 1967, srebro w 1963).